# 平野八幡神社
平野八幡神社（ひらのはちまんじんじゃ）は、兵庫県神戸市西区に鎮座する。

## 祭神
主祭神
譽田別尊（応神天皇）
配祀神
- 玉依姫命
- 気長足姫命（神功皇后）
- 足仲彦尊
- 大鷦鷯尊（仁徳天皇）

## 由緒
当社は、白雉4年(653)9月15五日、豊前国宇佐八幡宮より勧請創建され、嘉祥元年(848)に社殿を再建した記録が残っている。以来幾度か修復再建が繰り返されたが、現在の社殿は、明治29年(1954)に瓦葺で再建されるも老朽化甚しく、昭和60年(1985)より修復し、銅板葺とした。 
慶安元年(1648)、徳川将軍より御朱印・高九石を下され、その後、明石藩主松平兵部大輔以来万延元年(1860)まで、二百十数年御朱印領として栄え、古来より社名を五社宮・平野八幡・慶明八幡といった。 
拝殿前の能舞台は、江戸中期の元禄時代以降、一般庶民が歌舞伎や能舞を明治末期まで演じていたという。 
天正6年(1578)、織田信長の家臣羽柴秀吉が、三木城を攻める為、神出との境の矢の坂に陣取った時、当社の北方台地にある三木別所方の福中城より、秀吉軍に矢を放ったため、城を知らなかった秀吉軍に所在がわかり落城した、との話が残っているが、その時の矢が神社に奉納されている。

## 交通機関
- JR明石駅より神姫バス南2番乗り場30、35、36、37番線、南3番乗り場30、43番線のバスに乗車、「平野八幡神社前」下車すぐ。
- 神戸市営地下鉄西神中央駅より神姫バス明石駅行43系統「平野八幡神社前」下車すぐ。
- 第二神明道路「玉津インター」より国道175号線三木方面3分。